# Ким Кван Хёк
Ким Кван Хёк (род. 22 января 1988) — северокорейский легкоатлет, специалист по бегу на длинные дистанции и марафону. Выступал за сборную КНДР по лёгкой атлетике в 2012—2019 годах. Чемпион Северной Кореи, призёр ряда крупных международных стартов, участник летних Олимпийских игр в Лондоне.

## Биография
Ким Кван Хёк родился 22 января 1988 года в городе Нампхо провинции Пхёнан-Намдо.
Впервые заявил о себе на марафонской дистанции в сезоне 2012 года, когда финишировал четвёртым на домашнем Пхеньянском марафоне, установив при этом свой личный рекорд — 2:13:54. Благодаря этому успешному выступлению вошёл в основной состав северокорейской сборной и удостоился права защищать честь страны на летних Олимпийских играх в Лондоне — в программе марафона показал время 2:20:20, расположившись в итоговом протоколе соревнований на 53-й строке.
В 2013 году занял 22-е место на Пхеньянском марафоне (2:25:10).
На Пхеньянском марафоне 2014 и 2015 годов дважды подряд закрыл десятку сильнейших, показав результаты 2:17:55 и 2:22:27 соответственно.
В 2016 году на чемпионате Северной Кореи в Пхеньяне выиграл серебряную медаль в зачёте бега на 10 000 метров.
В 2017 году выиграл чемпионат Северной Кореи в Пхеньяне в дисциплине 10 000 метров, тогда как на чемпионате страны по марафону стал шестым.
На Пхеньянском марафоне 2018 года пришёл к финишу седьмым, показав время 2:15:42.
В 2019 году с результатом 2:20:30 занял 11-е место на Пхеньянском марафоне. Будучи военнослужащим, представлял КНДР в марафоне на Всемирных военных играх в Ухане — показал 14-й результат личного зачёта (2:18:03) и вместе с соотечественниками стал серебряным призёром в командном зачёте мужского марафона, уступив лишь команде из Польши.